# Xã Cleveland, Quận Columbia, Pennsylvania
Xã Cleveland (tiếng Anh: Cleveland Township) là một xã thuộc quận Columbia, tiểu bang Pennsylvania, Hoa Kỳ. Năm 2010, dân số của xã này là 1.110 người.